# Nóż ceramiczny

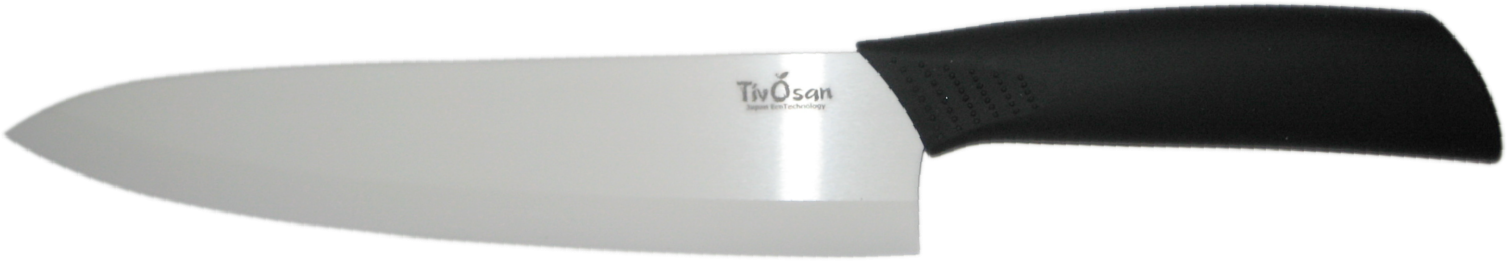
Ceramiczny nóż szefa kuchni

Nóż ceramiczny – nóż, którego głownia jest wykonywana z dwutlenku cyrkonu (ZrO2), co nadaje jej wysoką twardość.

## Wykonanie
Sproszkowany dwutlenek cyrkonu jest prasowany pod bardzo wysokim ciśnieniem w prasie o kształcie głowni noża i tak przygotowany półprodukt jest spiekany izostatycznie pod ciśnieniem (proces HIP – Hot Isostatic Pressing) w temperaturze około 1400 °C przez 5–12 godzin. Po tym procesie powstaje głownia o twardości około 8,5 w skali Mohsa. Dla porównania twardość stali to 7 do 7,5, a twardość diamentu to 10. Tak twarde ostrze wymaga ostrzenia na tarczy diamentowej, ale w normalnym użytkowaniu wystarczy to czynić raz na kilka lat.
Rękojeść może być wykonana z tworzywa sztucznego (poliamidu), czasem zbrojonego włóknem szklanym, metalu (np. stopów tytanu) lub drewna, często szlachetnego (np. hebanu lub drewna orzechowego).

## Właściwości
Noże ceramiczne są lekkie, nierdzewne nawet w wodzie morskiej, obojętne chemicznie, nie przewodzą prądu elektrycznego i nie oddziałują z polem magnetycznym.
Głownie ceramiczne są również kruche – mogą się rozbić jak szkło po upadku na twarde podłoże. Z tego powodu nie nadają się do trybowania kości i krojenia czegokolwiek zamrożonego lub mięsa z kością. Ostrzem ceramicznym nie można również niczego podważać.
Noże ceramiczne nie są wykrywane przez czujniki metalu, z tego względu mogą być zagrożeniem wszędzie tam gdzie wniesienie noża może być niepożądane. Aby zapobiec takiemu niebezpieczeństwu część firm produkujących noże ceramiczne umieszcza w ich rękojeści stalowy element.